# Mihail Nyikifaravics Verhejenka
Mihail Nyikifaravics Verhejenka, belaruszul: Міхаіл Нікіфаравіч Вяргеенка (Gomel, 1950. január 12. – 2024. július 16.) szovjet-fehérorosz labdarúgó, kapus, edző, szövetségi kapitánya (1992–1994, 1997–1999).

## Pályafutása

### Klubcsapatban
1966-ban a Szpartak Gomel korosztályos csapatában kezdte a labdarúgást, majd 1968-tól a Gyinamo Minszk ifjúsági együttesében folytatta. 1970-ben a Gomszelmas első csapatának volt kerettagja. 1970 és 1983 között a Gyinamo Minszk kapusa volt. Tagja volt az 1982-es idényben szovjet bajnoki címet nyerő csapatnak.

### A válogatottban
Tagja volt a szovjet U21-es válogatott keretének.

### Edzőként
1984 és 1986 között, majd 1989 és 1991 között a Gyinamo Minszk segédedzőjeként tevékenykedett. Közben, 1986 és 1988 között a klub sportigazgatója volt. 1991 és 1994 között a Dinama Minszk vezetőedzőjeként dolgozott. Ugyanebben az időben 1992 és 1994 között a fehérorosz válogatott szövetségi kapitánya volt. 1997 és 1999 között ismét a válogatott szakmai munkáját irányította.

## Sikerei, díjai
Gyinamo Minszk
- Szovjet bajnokság
  - bajnok: 1982